# Андрей Николов
Вижте пояснителната страница за други личности с името Андрей Николов.
Андрей Николов Староселски е български скулптор, работил в Италия и България, професор в Художествената академия в София и неин ректор.

## Биография
Роден е на 29 април стар стил 1878 г. във Враца в бедно семейство на обущар. Талантът му е забелязан отрано. Учи в първия випуск на новосъздаденото в столицата Държавно рисувателно училище (1896 г.), където е сред първите 40 приети студенти. Преподавателят му Борис Шатц препоръчва Андрей да бъде изпратен да учи с държавна стипендия в Париж. Там той веднага се записва в ателието на известния скулптор Антоан Мерсие. Така българинът се оказва в кръга на най-изявените европейски творци.
В началото на Първата световна война Николов е командирован от Министерството на културата в Рим, където заминава със семейството си. От 1915 до 1926 г. Андрей Николов редовно излага творбите си в Годишната римска изложба, през 1922 г. е избран за член на журито на изложбата, а по-късно и за представител на художниците-чужденци в управителния съвет на Международната асоциация на художниците в Рим.
През 1919 г., на връщане от Франция след подписването на Ньойския договор, Александър Стамболийски посещава Андрей Николов в Рим. Впечатлен от работата му, Стамболийски го приканва да се завърне в България. „Ще дойдеш в София, ще направим статуи и бюстове на всички наши заслужили хора, от Възраждането до днешно време“ – увещава го Стамболийски. През 1921 – 1922 г. Николов извайва бюст на Стамболийски. Сред приятелите и хората, с които общува в този период са известният италиански скулптор Сарторио, писателят Франческо Сапори, Жорж Нурижан, скулпторът Арнолдо Дзоки. Чести гости са му и Александър Балабанов, Райко Алексиев, Маждраков. През 1927 г. Николов се завръща в родината си.
Преподавател в Художествената академия в София от 1931 до 1940 г., където оказва влияние на много от студентите. До голяма степен негова е заслугата българската скулптура да получи европейско признание.
Личният му архив се съхранява във фонд 680К в Централен държавен архив. Той се състои от 572 архивни единици от периода 1885 – 1960 г.

## Творчество
Многобройно и разнообразно е скулптурното наследство на Андрей Николов – сред най-известните му творби са „Торс“, „Дух и материя“, „Майчина целувка“, „Майчина гръд“, портретните бюстове на Иван Мърквичка, Александър Балабанов, Александър Стамболийски, Стоян Михайловски, Кирил Христов, цар Борис ІІІ, Яна Язова и др. Андрей Николов изгражда своеобразен „пантеон“, като моделира бюст-паметниците на Любен Каравелов, Петко и Пенчо Славейкови в Борисовата градина. Негов е полегналият бронзов лъв пред Паметника на незнайния воин в София.
С цялостното си творчество Андрей Николов хвърля мост между европейската скулптурна традиция (в духа на Роден) и българската модерна скулптура на ХХ век. Европеец от голям мащаб, който с живота и творчеството си приближава България към сърцето на Европа.

## Памет
На Андрей Николов е наречена улица в квартал „Гео Милев“ в София (Карта).
Във Видин също има улица , носеща името " Андрей Николов".

## Творби
- „Фани“, 1906
- „Войнишки паметник“, Видин, 1911
- „Голо тяло на момиче“, 1914
- „Пълзящо дете“, 1916
- „Детски сън“, 1916
- „Глава на дете“, 1918
- „Женски торс“, 1918
- „Идол“, 1918
- „Валентина“, 1919
- „Нина“, 1921
- „Глава на Катя Овчарова“, 1921
- „Дух и материя“, 1922
- „Майка“, 1924
- „Майка и дете“, 1925
- „Майчина целувка“, 1926
- „Копнеж“, 1926
- „Тодор Александров“, 1926 – 28
- „Яна Язова“, 1933 – 1934